# Winter & Co.
Winter & Co. war ein britischer Automobilhersteller.

## Unternehmensgeschichte
Das Unternehmen war in Wandsworth (London) ansässig. Es stellte zwischen 1912 und 1914 zwei verschiedene Kleinwagen-Modelle her. Das erste wurde als WW vermarktet, das zweite sowohl als WW als auch als Winter.

## Fahrzeuge
Das erste Modell hatte einen V2-Motor von Precision, ein Getriebe von Chater-Lea und Kardanantrieb zur Hinterachse. Das zweite Modell hatte ebenfalls einen V2-Motor, der allerdings von Blumfield kam. Durch das Reibradgetriebe und den Antrieb über einen Riemen unterschied es sich ebenfalls vom ersten Modell.